# Woodhouse Chocolate
Woodhouse Chocolate es una exclusiva tienda de chocolate de Napa Valley en California (Estados Unidos), popular por los clientes famosos que la frecuentan como Steven Spielberg. Fundada por John Anderson, un antiguo vinicultor y graduado del Claremont McKenna College y su esposa y chef chocolatera Tracy Wood Anderson, graduada del Scripps College.
La tienda, en St. Helena, fue la que sirvió de inspiración para la película Chocolat (2000).

## Clientes
- Dick Cheney (Vicepresidente EE. UU.)
- Pierce Brosnan
- Priscilla Presley
- Star Jones
- Madonna
- Kate Capshaw y su marido Steven Spielberg